# Joan III Niciota
Joan II (III) d'Alexandria (copte: Ⲓⲱⲁⲛⲛⲟⲩ Ⲃ; grec antic: Ιωάννης Γ΄ Αλεξανδρείας) va ser el 30è papa d'Alexandria i patriarca de la Seu de St. Marc (505-516). És també conegut com Joan Niciota, perquè va néixer a la ciutat de Nikiu (grec antic: Νικιους), l'actual Zawyat Razin.
L'Església Ortodoxa, que reconeix Joan de Talaia com a Joan I, l'anomena Joan III, però per a l'Església Copta, que rebutja Joan de Talaia, és Joan II.
Abans de ser consagrat com a papa i patriarca d'Alexandria el 29 de maig de l'any 505, era un monjo que portava una vida solitària al desert.
És autor de molts escrits hagiogràfics i de sermons.
Fou contemporani de l'emperador romà Anastasi I, que va afavorir les esglésies que no seguien les doctrines del Concili de Calcedònia, i de Sever d'Antioquia, que defensava el miafisisme. Sever va escriure una carta a Joan sobre la naturalesa de Jesucrist, on es pot llegir:
| «                   | Jesucrist, després d'unir-se amb la carn, es va fer d'una sola naturalesa amb una sola voluntat, sense separació, i crec en la mateixa fe que la del patriarca Ciril i el patriarca Diòscor | » |
| — Sever d'Antioquia | |   |

Joan li va respondre amb un missatge on defensava la unitat de l'essència de Déu i la trinitat de les seves personalitats. També va proclamar que a través de l'encarnació, les natures humana i divina del Fill de Déu es van convertir en una i no eren dues natures, no tenien separació, ni mescla o confusió. Anatematitzava els qui separaven les dues natures, els que les confonien i els que deien que el Crist que va patir a la creu només era un home, i també els que deien que la seva naturalesa divina també havia patit i mort. Segons ell, la fe ortodoxa era professar que Déu, la Paraula (Logos), va patir perquè estava unit a la carn.